# لیشتنو ایم والدویرتل
لیشتنو ایم والدویرتل (به آلمانی: Lichtenau im Waldviertel) یک منطقهٔ مسکونی در اتریش است که در ناحیه کرمس-لاند واقع شده‌است. لیشتنو ایم والدویرتل ۲٬۰۶۷ نفر جمعیت دارد.